# Wojna Tuscarorów
Wojna Tuscarorów – wojna z Indianami jaka odbyła się w latach 1711–1715, równolegle z wojną królowej Anny.
Tuscarorowie, którzy pierwotnie zamieszkiwali wybrzeża Oceanu Atlantyckiego, w związku z postępującym europejskim osadnictwem zostali zepchnięci w głąb lądu. W 1711 korzystając z ogólnego napięcia, jakie towarzyszyło wojnie królowej Anny, postanowili wykorzenić osadnictwo i uzyskać utracone tereny. Handlarze niewolników z Karoliny Północnej zorganizowali obronę spornych terytoriów, wykorzystując pomoc innych plemion indiańskich, tradycyjnie antagonistycznych w stosunku do Tuscarorów. Wynikiem wojny była masakra Tuskarorów, w której zabito około 1000 przedstawicieli tego plemienia, a kolejnych 700 wzięto do niewoli. Po klęsce poniesionej w forcie Neoheroka w marcu 1713 i podpisaniu traktatu pokojowego w 1715 niedobitki Tuskarorów przeniosły się na północ i w większości dołączyły do ligi Irokezów.